# ジャスティン・モルノー
- ジャスティン・モーノー
- ジャスティン・モーノウ
- ジャスティン・モアノー

ジャスティン・アーネスト・ジョージ・モーノー（Justin Ernest George Morneau, 1981年5月15日 - ）は、カナダ連邦ブリティッシュコロンビア州ニューウエストミンスター出身の元プロ野球選手（一塁手）。右投左打。

## 経歴

### プロ入り前
カナダ連邦ブリティッシュコロンビア州ニューウエストミンスターで生まれる。野球好きの父と元ソフトボールの投手だった母の影響で、2歳の時には既にバットを手に取るようになり、その頃から既に右投左打だった。高校時代はブリティッシュコロンビア・プレミア・ベースボール・リーグのノースデルタ・ブルージェイズで強打の捕手として活躍し、ニューウエストミンスターの最優秀高校生アスリートに選ばれた。高校時代は野球以外にアイスホッケーもプレーしていた。パトリック・ロワに憧れ、ポジションはゴールテンダーだった。ウエスタン・ホッケー・リーグのポートランド・ウィンターホークスに所属し、1997年にはエキシビジョンだが1試合に出場した。しかし、この試合で野球の方が向いていると確信し、野球に専念する。

### プロ入りとツインズ時代
1999年のMLBドラフト3巡目（全体89位）でミネソタ・ツインズから指名され、プロ入り。プロ入りを機に、捕手から一塁手へ転向した。同じカナダ人であるラリー・ウォーカーとマイナーリーグにいたころに知り合いになる。
2003年にメジャー昇格を果たした時には、ウォーカーからサイン入りバットをプレゼントされ、6月10日のメジャーデビュー戦の最初の打席でモーノーはそのバットを使用した。それ以来、モーノーはウォーカーに野球についてのアドバイスを求めるようになった。この年はツインズで40試合に出場し、106打数で4本塁打を放った。
2004年は開幕をマイナーリーグAAA級ロチェスター・レッドウイングスで迎えたモルノーは72試合に出場し、打率.306・22本塁打・63打点を記録。好成績が実って7月上旬にメジャーへ昇格した。7月末に、当時の正一塁手だったダグ・ミントケイビッチがボストン・レッドソックスへトレードされ、モーノーが一塁のレギュラーに定着。74試合で19本塁打・58打点という好成績を残した。もし162試合にフル出場していれば42本塁打・124打点となるペースであった。
2005年4月6日のシアトル・マリナーズ戦でロン・ビローンから頭に直撃する死球を受け、脳震盪で故障者リスト入りした。4月22日に復帰したが、6月には左肘も痛めた。これについて同僚のトリー・ハンターから「この時期、みんな多少の痛みをこらえてプレーしているのに」と批判されたり、首脳陣の意向で打順がなかなか固定されなかったりと、厳しいシーズンとなった。最終的には141試合に出場したが、打率.239・22本塁打に終わった。
2006年はシーズン開幕前の3月に開催された2006 ワールド・ベースボール・クラシック（WBC）のカナダ代表に選出された。
シーズンでは6月7日終了時点で打率.236と低迷し、一度はベンチへ下げられるものの、その後は広角に長打単打を打ち分ける持ち前の打撃が復活し、6月以降は打率.353・24本塁打・93打点を記録。8月7日には球団史上19年ぶりとなるシーズン30本塁打を達成し、通年成績を打率.321・本塁打34・打点130・OPS.934とした。130打点は1969年にハーモン・キルブルーが記録した140打点に次ぐ球団史上2位で、またカナダ出身選手としては1997年のウォーカーに並ぶMLBタイ記録となった。シーズン終了後には、アメリカンリーグMVPとシルバースラッガー賞（一塁手）を受賞した。カナダ人選手でMVPを受賞するのは1997年のウォーカーに次いで2人目だった。この活躍を受け、球団は4年総額2400万ドルという条件で契約延長をオファー。モーノーは当初、これを受け入れるつもりでいたが、代理人から待つよう薦められたので単年契約を選択した。年俸は38万5千ドルから450万ドルと11倍以上に大幅アップした。
2007年は前半戦から本塁打を量産し、5月にはプレイヤー・オブ・ザ・マンスを受賞した。オールスターにも初選出され、試合前日のホームランダービーにも出場。オールスター後はペースが落ちたものの、最終的に31本塁打を放ち、前年に続き30本塁打・100打点を達成した。
2008年1月25日に球団史上最高額となる6年総額8000万ドルで契約を延長した。6月終了時点で打率.308・12本塁打を記録し、前年に続き2年連続でオールスターゲームに選出された。2年連続となるホームランダービーへの出場を打診されたモーノーは、前年の大会で意図的に本塁打を狙ったスウィングをしたことが後半戦の打撃に影響したと考え、出場に消極的だったが、大会前日の7月13日に参加を表明した。結果、ダービーではジョシュ・ハミルトンを破り優勝、続く15日に行われた試合では延長15回にマイケル・ヤングの犠牲フライでサヨナラの本塁を踏んだ。しかし、後半戦に入り、月間打率が7月.360→8月.282→9月.243、同OPSも7月1.181→8月.839→9月.696と、シーズンが進むにつれて打撃が不調に陥っていく。主砲として3・4月から9月まで毎月20打点以上を挙げるなど、ある程度の役割は果たしたが、チームはシカゴ・ホワイトソックスとのワンゲーム・プレーオフで敗れ、ポストシーズン進出を逃した。個人成績では、全163試合に出場し、打点王のタイトルにあと1打点及ばなかった。
2009年はシーズン開幕前の3月に開催された第2回WBCのカナダ代表に選出され、2大会連続2度目の選出となった。同大会では打率.444を記録した。しかし、カナダは2連敗で第1ラウンド敗退となり予選降格となった。
シーズンでは連続試合出場継続中としてはライアン・ハワードに次ぐ記録だったが、6月21日のヒューストン・アストロズ戦を欠場したため319試合で途切れた。前半戦は打率.341・20本塁打・69打点に対し、後半戦は打率.210・10本塁打・31打点と低迷。8月には内耳の感染症によるめまいで6試合を欠場した。9月には腰の疲労骨折で全治3か月と診断されたため、9月12日の試合を最後にシーズンを終えた。
2010年は開幕から好調でオールスターの一塁手部門にもファン投票で選出されていた。しかし、7月7日の試合で脳震盪を起こした。これ以後の試合を、全て欠場する事となった。シーズン終盤になっても後遺症から回復せず、プレーオフにも出場できなかった。
2011年は開幕から4番を務めたが、脳震盪の後遺症により満足なプレーが出来なかった。最終的に、2004年以降では最低の出場試合数、成績に終わった。
2012年は3年ぶりに規定打席到達を果たした。
2013年はシーズン開幕前の1月17日に第3回WBC本戦のカナダ代表に選出され、3大会連続3度目の選出となった。

### パイレーツ時代
2013年8月31日にデューク・ウェルカー、アレックス・プレスリーとのトレードでピッツバーグ・パイレーツに移籍した。オフの10月31日にFAとなった。

### ロッキーズ時代
2013年12月3日にコロラド・ロッキーズと2年総額1300万ドルで契約に合意し、12月13日に球団が発表した。
2014年は前半戦から好調なバッティングを見せていた。同年のオールスターゲームは自身の古巣のターゲット・フィールドでの開催であり、左打者不利の球場だったがホームランダービーに選出された。後半戦も、好調を維持し自身初となる首位打者のタイトルを獲得し完全復活した。
オフの10月1日にホセ・アルトゥーベ、ブライス・ハーパーと共に日米野球2014の追加メンバーに選出された。
2015年は守備時にダイビングキャッチを試みた際に脳震盪を起こして故障者リスト入りして残りシーズンを欠場した。オフの11月2日にFAになると、12月には痛めていた左肘の手術を受けた。

### ホワイトソックス時代
2016年は当初所属球団はなく、4月11日にピート・オーアと共にU-18カナダ代表のスプリングトレーニングでゲストコーチを務めた。6月9日にホワイトソックスと年俸100万ドルと打席数に応じて最大250万ドルとなるインセンティブ付きの1年契約を結んだ。ホワイトソックスでは58試合に出場したが、打率.261・6本塁打・25打点・OPS.731だった。なお、守備に就く機会はなかった。オフの11月3日にFAとなった。
2017年2月8日に第4回WBCのカナダ代表に選出され、4大会連続4度目の選出を果たした。なお、シーズンではどの球団にも所属しなかった。

### 引退後
2018年1月8日に現役引退を表明した。今後はプロ入り時の古巣ツインズのフロント入りしてスペシャル・アシスタントとして活動する。
2020年1月26日にツインズ野球殿堂入りを果たした。

## 人物
ミネソタ・ツインズ在籍時は1960年代前半にアメリカン・リーグを席巻したミッキー・マントルとロジャー・マリスの "MM砲" にちなみ、チームメイトのジョー・マウアーとともに "新MM砲" と称されることもあったが、本人はこれに嫌悪感を示している。
背番号は前述の憧れロワに肖っている。

## 詳細情報

### 年度別打撃成績
| 年 度     | 球 団     | 試 合 | 打 席 | 打 数 | 得 点 | 安 打 | 二 塁 打 | 三 塁 打 | 本 塁 打 | 塁 打 | 打 点 | 盗 塁 | 盗 塁 死 | 犠 打 | 犠 飛 | 四 球 | 敬 遠 | 死 球 | 三 振 | 併 殺 打 | 打 率 | 出 塁 率 | 長 打 率 | O P S |
| --------- | --------- | ----- | ----- | ----- | ----- | ----- | -------- | -------- | -------- | ----- | ----- | ----- | -------- | ----- | ----- | ----- | ----- | ----- | ----- | -------- | ----- | -------- | -------- | ----- |
| 2003      | MIN       | 40    | 115   | 106   | 14    | 24    | 4        | 0        | 4        | 40    | 16    | 0     | 0        | 0     | 0     | 9     | 1     | 0     | 30    | 4        | .226  | .287     | .377     | .664  |
| 2004      | MIN       | 74    | 312   | 280   | 39    | 76    | 17       | 0        | 19       | 150   | 58    | 0     | 0        | 0     | 2     | 28    | 8     | 2     | 54    | 4        | .271  | .340     | .536     | .875  |
| 2005      | MIN       | 141   | 543   | 490   | 62    | 117   | 23       | 4        | 22       | 214   | 79    | 0     | 2        | 0     | 5     | 44    | 8     | 4     | 94    | 12       | .239  | .304     | .437     | .741  |
| 2006      | MIN       | 157   | 661   | 592   | 97    | 190   | 37       | 1        | 34       | 331   | 130   | 3     | 3        | 0     | 11    | 53    | 9     | 5     | 93    | 10       | .321  | .375     | .559     | .934  |
| 2007      | MIN       | 157   | 668   | 590   | 84    | 160   | 31       | 3        | 31       | 290   | 111   | 1     | 1        | 0     | 9     | 64    | 11    | 5     | 91    | 17       | .271  | .343     | .492     | .834  |
| 2008      | MIN       | 163   | 712   | 623   | 97    | 187   | 47       | 4        | 23       | 311   | 129   | 0     | 1        | 0     | 10    | 76    | 16    | 3     | 85    | 20       | .300  | .374     | .499     | .873  |
| 2009      | MIN       | 135   | 590   | 508   | 85    | 139   | 31       | 1        | 30       | 262   | 100   | 0     | 0        | 0     | 7     | 72    | 12    | 3     | 86    | 12       | .274  | .363     | .516     | .878  |
| 2010      | MIN       | 81    | 348   | 296   | 53    | 102   | 25       | 1        | 18       | 183   | 56    | 0     | 0        | 0     | 2     | 50    | 7     | 0     | 62    | 6        | .345  | .437     | .618     | 1.055 |
| 2011      | MIN       | 69    | 288   | 264   | 19    | 60    | 16       | 0        | 4        | 88    | 30    | 0     | 0        | 0     | 2     | 19    | 1     | 3     | 44    | 8        | .227  | .285     | .333     | .618  |
| 2012      | MIN       | 134   | 570   | 505   | 63    | 135   | 26       | 2        | 19       | 222   | 77    | 1     | 0        | 0     | 10    | 49    | 8     | 6     | 102   | 19       | .267  | .333     | .440     | .773  |
| 2013      | MIN       | 127   | 543   | 495   | 56    | 128   | 32       | 0        | 17       | 211   | 74    | 0     | 0        | 0     | 5     | 37    | 3     | 6     | 98    | 9        | .259  | .315     | .426     | .741  |
| 2013      | PIT       | 25    | 92    | 77    | 6     | 20    | 4        | 0        | 0        | 3     | 3     | 0     | 0        | 0     | 1     | 13    | 1     | 1     | 12    | 3        | .260  | .370     | .312     | .681  |
| '13計     | PIT       | 152   | 635   | 572   | 62    | 148   | 36       | 0        | 17       | 235   | 77    | 0     | 0        | 0     | 6     | 50    | 4     | 7     | 110   | 12       | .259  | .323     | .411     | .734  |
| 2014      | COL       | 135   | 550   | 502   | 62    | 160   | 32       | 3        | 17       | 249   | 82    | 0     | 3        | 0     | 8     | 34    | 4     | 6     | 60    | 7        | .319  | .364     | .496     | .860  |
| 2015      | COL       | 49    | 182   | 168   | 19    | 52    | 10       | 3        | 3        | 77    | 15    | 0     | 0        | 0     | 0     | 13    | 2     | 1     | 25    | 2        | .310  | .363     | .458     | .821  |
| 2016      | CWS       | 58    | 218   | 203   | 16    | 53    | 14       | 1        | 6        | 87    | 25    | 0     | 0        | 0     | 2     | 12    | 1     | 1     | 52    | 5        | .261  | .303     | .429     | .731  |
| MLB：14年 | MLB：14年 | 1545  | 6392  | 5699  | 772   | 1603  | 349      | 23       | 247      | 2739  | 985   | 5     | 10       | 0     | 74    | 573   | 92    | 46    | 988   | 138      | .281  | .348     | .481     | .828  |

- 各年度の太字はリーグ最高

### 年度別守備成績
| 年 度 | 球 団 | 一塁（1B） | 一塁（1B） | 一塁（1B） | 一塁（1B） | 一塁（1B） | 一塁（1B） |
| 年 度 | 球 団 | 試 合      | 刺 殺      | 補 殺      | 失 策      | 併 殺      | 守 備 率   |
| ----- | ----- | ---------- | ---------- | ---------- | ---------- | ---------- | ---------- |
| 2003  | MIN   | 7          | 29         | 4          | 1          | 1          | .971       |
| 2004  | MIN   | 61         | 523        | 41         | 3          | 54         | .995       |
| 2005  | MIN   | 138        | 1191       | 91         | 8          | 123        | .994       |
| 2006  | MIN   | 153        | 1297       | 111        | 8          | 113        | .994       |
| 2007  | MIN   | 143        | 1189       | 102        | 5          | 122        | .996       |
| 2008  | MIN   | 155        | 1316       | 89         | 4          | 149        | .997       |
| 2009  | MIN   | 123        | 952        | 90         | 3          | 88         | .997       |
| 2010  | MIN   | 77         | 674        | 59         | 1          | 64         | .999       |
| 2011  | MIN   | 56         | 440        | 44         | 1          | 52         | .998       |
| 2012  | MIN   | 99         | 879        | 72         | 6          | 105        | .994       |
| 2013  | MIN   | 112        | 999        | 86         | 3          | 117        | .997       |
| 2013  | PIT   | 25         | 223        | 14         | 1          | 16         | .996       |
| '13計 | PIT   | 137        | 1222       | 100        | 4          | 133        | .997       |
| 2014  | COL   | 131        | 1170       | 86         | 4          | 122        | .997       |
| 2015  | COL   | 44         | 357        | 32         | 1          | 54         | .997       |
| MLB   | MLB   | 1324       | 11239      | 921        | 49         | 1180       | .996       |

### タイトル
- 首位打者：1回（2014年）

### 表彰
- シーズンMVP：1回（2006年）
- シルバースラッガー賞（一塁手部門）：2回（2006年、2008年）

### 記録
- MLBオールスターゲーム選出：4回（2007年 - 2010年）

### 背番号
- 33（2003年 - 2013年途中、2014年 - 2015年）
- 66（2013年途中 - 同年終了）
- 44（2016年）

### 代表歴
- 2006 ワールド・ベースボール・クラシック・カナダ代表
- 2009 ワールド・ベースボール・クラシック・カナダ代表
- 2013 ワールド・ベースボール・クラシック・カナダ代表
- 2017 ワールド・ベースボール・クラシック・カナダ代表

## 出演

### ゲーム
- MLB 06: The Show（英語版）（2006年2月28日、サンディエゴ・スタジオ（英語版））
- MLB 07: The Show（英語版）（2007年2月26日、サンディエゴ・スタジオ）
- MLB 08: The Show（英語版）（2008年3月4日、サンディエゴ・スタジオ）
- MLB 09: The Show（英語版）（2009年3月3日、サンディエゴ・スタジオ）
- MLB 10: The Show（英語版）（2010年3月2日、サンディエゴ・スタジオ）
- MLB 11: The Show（英語版）（2011年3月8日、サンディエゴ・スタジオ）
- MLB 12: The Show（英語版）（2012年3月6日、サンディエゴ・スタジオ）
- MLB 13: The Show（英語版）（2013年3月5日、サンディエゴ・スタジオ）
- MLB 14: The Show（英語版）（2014年4月1日、サンディエゴ・スタジオ）
- MLB 15: The Show（英語版）（2015年3月31日、サンディエゴ・スタジオ）
- MLB The Show 16（英語版）（2016年3月29日、サンディエゴ・スタジオ）
- MLB The Show 22（英語版）（2022年4月5日発売予定、サンディエゴ・スタジオ）[注 1]